# Ormond Stone
Ormond Stone (Pekin, 11. siječnja 1847. – † Centerville, SAD, 17. siječnja 1933.) je bio američki astronom i matematičar.
Radio je u opservatoriju Leander McCormick. Asistent mu je bio od 1885. Frank Muller, koji je bio i asistent Francisu Preservedu Leavenworthu. Otkrili su brojne objekte koji su danas dijelom Novog općeg kataloga maglica, skupova i zvijezda i Indeksnog kataloga maglica, zvjezdanih skupova i galaktika. Pri tome su se služili 26-palačnim teleskopskim refraktorom opservatorija Leander McCormick sveučilišta Virginia u Charlottesvilleu. 
Stoneu se pripisuje otkrivanje nebeskih tijela: NGC 815, NGC 764, NGC 2901, NGC 3208